# Monte Carasso
Monte Carasso es una comuna suiza del cantón del Tesino, localizada en el distrito de Bellinzona, círculo del Tesino. Limita al norte con las comunas de Preonzo, Gorduno y Bellinzona, al este con la propia Bellinzona y Giubiasco, al sur con Sementina, y al oeste con Cugnasco-Gerra.